# スーパーコンビ
『スーパーコンビ』は、1985年にSANKYOが発売した、センター役物の中にクルーンを搭載したパチンコ機のシリーズ名。
スーパーコンビ,スーパーコンビⅡ(1986年),スーパーコンビSP(1995年),スーパーコンビSP(2000年),Pスーパーコンビα7500(2021年)の計5機種が開発、販売された。

## 概要
3つ穴クルーンを搭載した普通機。一般的には振り分け式の一発台の元祖として知られている。
関西〜中部地方の特定の店でのみ設置されていた同社製の『ミサイルポピー』に、役物やゲージはほとんど変えずチューリップが光る機能を付加したのがこの機種。
当時は一発台といえば特定の入賞口に入れば即当たりとなる一発必中型が主流であった。しかし当機種は中央の役物に玉が入った後、3つ穴クルーンのうちの1つの特定の穴を通過しなければ入賞口に到達できないという、当時としては新しいゲーム性を持っていた。人気が出るかわからなかったため、特定の店にのみ販売された。
入賞するまでは何も起きない従来の一発台と違って、ハズレがあってもクルーン上での玉の動きから味わえる緊張感が客の心を掴み、人気が高まっていった。高まる需要に応えるため、翌年に改良とデザイン変更されたスーパーコンビⅡが開発・大量生産され、分け隔てなく全国のパチンコ店に販売され、人気を博した。
一発台ファンはもちろん、当時少しでもパチンコを打っている人なら知らない人はいないぐらい大ヒットした一発台。—『白夜ムック44 パチンコ必勝大図鑑1000』p41
その後自社はスターライト(1989年9月)やメドレーⅠ(1991年7月)といった、クルーンを搭載した後継機を開発していった。自社だけではなく他社メーカーからも類似機種が登場するほど影響力があった。
後年スーパーコンビのシリーズ機として、スーパーコンビSP(1995年10月)、スーパーコンビSP(2000年9月)、Pスーパーコンビα7500(2021年1月)が開発、販売された。

## スペック
- スーパーコンビ
  - 賞球数 ALL13

- スーパーコンビⅡ
  - 賞球数 ALL13

## 演出
中央下のチューリップに入賞すると大当たりとなり、BGMとして「静かな湖畔」が流れ、他のチューリップに入賞するたびに賞球が得られる。大当たり中に中央のチューリップに玉が入るとパンクとなる。
普通機としての通常の釘構成では、クルーンを通過しなくても中央のチューリップに入賞することがある。強引な釘の調整によって、クルーンを通過しなければ中央のチューリップに到達することがない仕様にすることにより、一発台として設置されていることが一般的であった。
役物の左上に侵入口があり、ここを通過した玉は中央のクルーンへと入っていく。奥にある二つの穴に落ちた場合は賞球13個が払い出されるのみだが、手前の穴に落ちると中央のチューリップに入賞し、大当たり状態となる。
大当たり後は役物下部のチューリップが開くだけだが、強引なクギ曲げによりチューリップの先端部分が玉を誘導する役目を果たし、右打ちするだけで店が定める打ち止め個数まで出玉を放出してくれた。多くのホールは約4000〜5000個を定量としていたが、地区によっては6000個定量のホールも珍しくなかった。中には10000個というホールも存在した。

## コンシューマ移植
- Victory-ZONEシリーズ(PlayStation用)
  - 『Victory-ZONE』(ソニー・コンピュータエンタテインメント、1995年3月31日発売、SCPS10002、JAN-4948872100021)にスーパーコンビⅡが収録。
  - 『Victory-ZONE2』(ソニー・コンピュータエンタテインメント、1996年9月20日発売、SCPS-10025、JAN-4948872100250)にスーパーコンビが収録。